# Chunky Move
 (décembre 2011).
Si vous disposez d'ouvrages ou d'articles de référence ou si vous connaissez des sites web de qualité traitant du thème abordé ici, merci de compléter l'article en donnant les références utiles à sa vérifiabilité et en les liant à la section « Notes et références ».

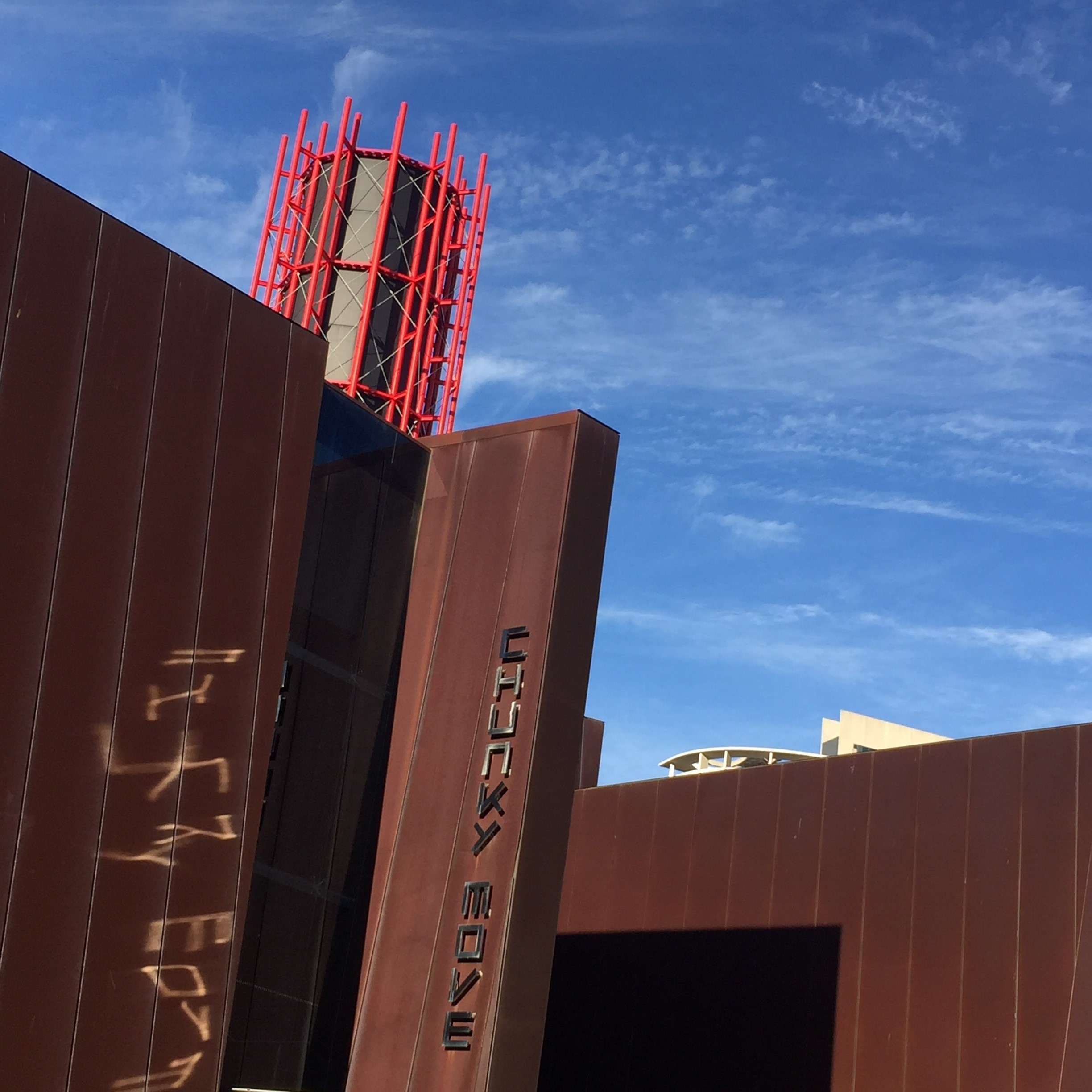
Extérieur du bâtiment Chunky Move, 27 janvier 2021

Chunky Move est une compagnie de danse contemporaine australienne créée en 1995 par le danseur et chorégraphe Gidéon Obarzanek.
La compagnie développe des créations en liens avec la performance et s'intéresse de plus en plus à la question des nouveaux médias ainsi que des arts numériques. 

Pour ses dernières créations Gidéon Obarzanek collabore avec l'Ingénieur en arts et développeur de programme allemand, Fieder Weiss. 

Ce dernier est connu pour son logiciel EyeCon et Kalypso qui permettent de capter en temps réel le mouvement des danseurs à l'aide d'une caméra infrarouge et de générer des effets visuels, graphiques ou sonores. On parle alors de Motion Tracking.
Chunky Move utilise les dernières technologies de vidéos interactives. Dans l'une de leurs performances, comme dans celle de Glow par exemple, un paysage numérique est généré en temps réel en réponse directe au mouvement du corps de la danseuse. La vidéo prend donc une place très importante dans cette création, elle arrive à être en simultané avec la danse ce qui est normalement propre à l'humain. Il joue ainsi sur l'interdépendance entre l'environnement numérique et le mouvement de l'interprète. 
On pourrait parler d'art conceptuel à leur sujet, un "art dont le matériau serait le concept", une sorte de "métaphore visuelle" qui exprimerait le désir d'une lutte constante. Une lutte entre notre propre corps et un système de 'suivi-vidéo' qui suivrait à la perfection toutes ses particules mobiles qui nous échappent. 
Chunky Move ouvre ainsi le champ chorégraphique, il n'est plus seulement limité aux corps des danseurs mais il s'ouvre à une 'multiplicité de possibles' au sein de différents processus de créations.

## Les créations
- 2012 : An act of now
- 2012 : Keep everything
- 2011 : Assembly
- 2011 : Connected
- 2010 : Faker
- 2008 : Mortal Engine (AWARDS 2008 Live Performance Australia Helpmann Awards / Best Visual or Physical Theatre Production)
- 2006 : Glow (AWARDS 2008 LPA Helpmann Award: Best Dance or Ballet Work - Glow 2008 LPA Helpmann Award: Best Female Dancer - Sara Black for Glow)
- 2008 : Two Faced Bastard
- 2004 : I Want To Dance Better At Parties
- 2003 : Tense Dave